# Roš hašana
Roš hašana (hebrejsko ראש השנה‎, dobesedno: glava leta, začetek leta ali prvi v letu), tudi roš ha-šona, je judovsko novo leto, ki se praznuje na 1. in 2. dan meseca tišrija, sedmega meseca judovskega koledarja. Tišri je po gregorijanskem koledarju v obdobju od septembra do oktobra.
1. tišrija je po Mišni dan, od katerega se štejejo leta judovskega štetja, ker je bil  po judovski tradiciji na ta dan ustvarjen prvi človek. Roš hašana je tudi prvi od visokih praznikov (hebrejsko ימים נוראים‎‎, jamim nora’im), dnevov (globokega) spoštovanja ali dnevov strahu in prvi dan tako imenovanih desetih dnevov kesanja (hebrejsko עשרת ימי תשובה‎‎, aseret jemej tšuva), ki so najpomembnejši dnevi v judovskem koledarju. V teh desetih dneh si Judje izprašajo vest in prosijo Boga za odpuščanje svojih grehov. Dnevi kesanja se končajo s spravnim dnevom – jom kipur.
V Tori se praznik ne imenuje roš hašana, ampak zihron tru'a (hebrejsko זכרון תרועה‎‎) – dan spominjanja (s trobljenjem na šofar) in jom tru'a (hebrejsko יום תרועה‎‎) – dan trobljenja (na šofar).

## Imena in izvor
Prvi dan sedmega meseca (tišrija) je v Tori zapovedan praznik, ki se imenuje jom tru'a (יום תרועה‎‎), kar pomeni dan velikega hrupa, dan vzklikanja ali dan trobljenja (na šofar). Zanimivo je, da vsebina praznika ni natančno določena, medtem ko je za vse druge praznike naveden vsaj en tehten razlog. Velik hrup je lahko povzročal šofar ali množice ljudi, ki so se zbrale na njegov poziv:
Brž ko bo zadonel ovnov rog in boste zaslišali glas roga, naj vse ljudstvo zažene velik krik.
V Levitiku 23:24 se praznik imenuje zihron tru'a (זכרון תרועה‎‎), kar pomeni dan spominjanja (s trobljenjem na rogove). Proslavljal se je en dan. 
Ker se dnevi v judovskem koledarju začenjajo z mrakom, pomeni, da se roš hašana začne s sončnim zahodom 29. elula. Pravila judovskega koledarja določajo, da se roš hašana nikoli ne začne na prvi, četrti ali šesti dan judovskega tedna, se pravi na nedeljo, sredo ali petek. 
Od uničenja jeruzalemskega drugega templja leta 70 pr. n. št. in rabinovanja Johanana ben Zakkaija dalje judovsko normativno pravo določa, da se roš hašana praznuje dva dni, ker je zelo težko izračunati datum začetka novega meseca. V Izraelu se je praznik kljub novim predpisom vse do poznega 13. stoletja praznoval samo en dan. Danes traja praznik povsod dva dni, vendar ga nekatere skupnosti praznujejo samo prvi dan, ker drugi dan v Tori ni omenjen.
Roš hašana se začne 163 dni po prvem dnevu pashe, zato je njegov najzgodnejši možni datum 5. september, kar se je zgodilo leta 1899 in se bo ponovilo leta 2013. Najkasnejši možni datum je 5. oktober, kar se je zgodilo leta 1967 in se bo ponovilo leta 2043. Po letu 2089 bo razlika med judovskim in gregorijanskim koledarjem že tako velika, da bo najzgodnejši možni datum 6. september. 

## Zgodovinsko ozadje
V davnini se je judovsko leto začelo v jeseni in sledilo letnim časom setve, rasti ter žetve, košnje in obiranja sadja. Letnim časom so bila prilagojena tudi velika kmečka praznovanja. Najstarejši znani predpisi so predpisovali tri praznike: praznik nekvašenega kruha, ki je simboliziral revščino po izgonu iz Egipta in se je praznoval v mesecu abíbu, praznik žetve, ki je bil sedem tednov kasneje in praznik spravila pridelkov.
Novo leto se je že od davnine praznovalo drugače. Najstarejša omemba tega običaja je verjetno v Ezekielovem vídenju, ki se je zgodilo na začetku leta na deseti dan tišrija. Praznik so oznanili s trobljenjem na rogove, potem pa so opravili strogo predpisano žgalno daritev Praznik se ni imenoval Novoletni dan in so ga praznovali že dolgo pred njegovo prvo pisno omembo.

## Religiozni pomen
Daljše ime praznika, jom ha-zikaron (hebrejsko יום הזיכרון‎‎, dan spominjanja), vsebuje sporočilo, da bi morali ljudje na ta dan razmisliti o svojih dejanjih. Rabinska literatura opisuje roš hašano kot jom ha-din (hebrejsko יום הדין‎‎, sodni dan). Po Talmudu se na ta dan odprejo tri knjige in vsi ljudje so na presoji. Pravičniki se po sodbi za naslednje leto vpišejo v Knjigo življenja (Sefer ha-hajim), veliki grešniki v Knjigo smrti, ostali pa v Knjigo vmesnih (bejnonim) in imajo do spravnega dne možnost, da se skesajo in nato vpišejo med pravične.
Iz tega verovanja je nastal običaj, da si Judje za novo leto ne voščijo preprosto hag sameah – vesele praznike, ker niti roš hašana niti jom kipur nista »vesela«, ampak intimna praznika. Za novo leto si namesto tega  voščijo שנה טובה‎‎ – šana tova – ali morda  שנה טובה ומתוקה – šana tova u-metuka, kar pomeni željo za dobro in sladko leto, za jom kipur pa si voščijo  גמר חתימה טובה‎‎ - gmar hatima tova, kar pomeni »želim, da bi bil (v naslednjem letu) dobro zapisan«, se pravi v Knjigo življenja. Običaj je nastal v srednjem veku v Nemčiji in se kasneje razširil po celem svetu. Takšne želje si ljudje izrekajo tudi v pismih in novoletnih voščilnicah.
Roš hašana je zapovedan dan počitka Prepovedana so vsa dela, ki so prepovedana na šabat. Verniki večino dneva preživijo v sinagogi pri razširjeni liturgiji. Za praznik je značilno trobljenje na šofar, trobilo iz ovnovega, antilopinega, gazelinega ali kozjega roga, ki naj bi vernike zbudilo iz njihovega dremeža in jih spomnilo, da prihaja Božja sodba. Opoldne prvega dne se običajno odide do bližnje tekoče vode, zmóli tašlih in v vodo izprazni vsebino žepov, kar simbolizira odplavljenje grehov. Ljudje zato nosijo s seboj majhne koščke kruha, v navadi pa so tudi majhni kamenčki. 
Roš hašana je začetek judovskega civilnega novega leta, enega od štirih novih let, ki se za različne namene začenjajo različno: novo leto za računanje vladavin kraljev in računanje mesecev v letu se začenja 1. nisana, za zbiranje živine 1. elula (v avgustu), za rastline 15. ševata (v februarju), za računanje let pa 1. tišrija (v septembru ali oktobru). Obstajajo tudi nova leta za ljudi, živali in sklepanje pravnih poslov. 

## Verske slovesnosti in običaji
Roš hašana je zapovedan dan počitka, za katerega veljajo vsi predpisi, ki veljajo za šabat. Za praznovanje je značilno trobljenje na šofar.

### Predhodni mesec
Mesec pred velikimi prazniki (jamim noraim, dnevi spominjanja) je mesec elul, v katerem si morajo Judje začeti izpraševati vest in se kesati. Kesanje doseže višek v desetih dneh Velikih praznikov, ki se začnejo z roš hašano in končajo s spravnim dnem (jom kipur). 
Trobljenje na šofar poteka v tradicionalnih judovskih skupnostih vsako jutro cel mesec elul. Glas šofarja naj bi zbudil poslušalce iz njihovega dremeža in jih spomnil na prihajajoči sodni dan. Ortodoksni in nekateri konzervativni Judje ob sobotah ne trobijo. 
V času pred prazniki se molijo spokorniške molitve, imenovane selihot. 

### Erev roš hašana
29. elula, dan pred roš hašano, se imenuje erev roš hašana. Nekatere judovske skupnosti na ta dan po jutranji molitvi opravijo hatarat nedarim - razveljavljenje zaobljub. Mnogi ortodoksni Judje v čast prihajajočega dne opravijo obredno kopel mikve.

### Roš hašana
Verski obredi na roš hašano se v marsičem razlikujejo od običajnih verskih obredov. Med posebnosti spadajo trobljenje na šofar, petje verskih pesmi (pijjutim) in uporaba posebnih molitvenikov (mazorim). 
Popoldne prvega dne se opravi tašlih, molitev ob tekoči vodi, ki simbolično odplavi grehe. Ponekod je v navadi, da verniki v vodo mečejo koščke kruha ali kamenčke ali vanjo izpraznijo vsebino svojih žepov, kar tudi simbolizira odplavljanje grehov. Če je prvi dan roš hašane sobota, se v nekaterih skupnostih molitev opravi naslednji dan. 
Med praznične jedi spadajo jabolka in med, ki simbolizira sladko novo leto, sicer pa so jedi zelo odvisne od lokalnih navad. Ponekod jedo meso z glave živali, na primer jezik, kar simbolizira začetek leta, se pravi novo leto. Druge jedi so pripravljene iz datljev, fižola, pora, špinače in bučk. Marsikje jedo granatna jabolka, pleten kruh halo, ki simbolizira letni ciklus, polnjene ribe in lekah, pecivo z dodatkom medu, cimeta in čaja ali kave. 
Drugo noč postrežejo z novim sadjem, za katerega se verniki zahvalijo s kratko zahvalno molitvijo šehehejanu.